# Alisa Vetterlein
Alisa Vetterlein (* 22. Oktober 1988 in Rheinfelden) ist eine ehemalige deutsche Fußballspielerin. Die Torfrau spielte zuletzt in der Saison 2014/15 für die TSG 1899 Hoffenheim. Sie ist die ältere Schwester von Laura Vetterlein.

## Werdegang

### Vereine
Vetterlein begann ihre Karriere beim SV Nollingen. Über den FC Hausen kam sie 2003 zum SC Freiburg. Zur Saison 2005/06 wechselte sie zum Bundesligaaufsteiger VfL Sindelfingen, für den Vetterlein zweimal in der Bundesliga spielte. Nach dem Abstieg 2006 spielte ihre Mannschaft in der 2. Bundesliga. Zur Saison 2008/09 wechselte sie zum 1. FFC Frankfurt. Trotz eines noch bestehenden Vertrages konnte sie zur Saison 2009/10 zum VfL Wolfsburg wechseln, da sich angesichts der vom FFC im Winter getätigten Verpflichtung der Nationaltorhüterin Nadine Angerer ihre Perspektiven auf Bundesliga-Spielpraxis deutlich verschlechtert hatten.
In Wolfsburg spielte sie ab 2011 zusammen mit ihrer Schwester. Zur Saison 2013/14 wechselte Vetterlein von Wolfsburg zum Bundesligaaufsteiger TSG 1899 Hoffenheim.
Anfang 2015 verließ sie Hoffenheim aus beruflichen Gründen.

### Nationalmannschaft
Mit der U-19-Nationalmannschaft wurde sie im Jahre 2007 Europameisterin und wurde ferner als beste Torhüterin ausgezeichnet. Im Vorfeld der Fußball-Europameisterschaft der Frauen 2009 gehörte Vetterlein während der ersten Vorbereitungslehrgänge zum erweiterten Kader, musste jedoch bei der endgültigen Nominierung der Essener Torhüterin Lisa Weiß den Vortritt lassen.

## Erfolge
- Champions-League-Siegerin: 2013
- Deutsche Meisterin: 2013
- DFB-Pokal-Siegerin: 2013
- 3. Platz U-20-Weltmeisterschaft 2008
- U-19-Europameisterin 2007
- U-17-Nordic-Cup-Siegerin 2005

## Sonstiges
Ende März 2009 begann sie an der Hochschule Ansbach das Bachelor-Studium International Management, einem Studiengang, der speziell für Spitzensportler konzipiert wurde.